# Каменский, Абрам Захарович
Абрам Захарович Каменский (1885—1938) — революционер, участник гражданской войны, нарком ДКР, член Украинского Учредительного Собрания, член ВЦИК (избран в ноябре 1918 на II съезде Советов), делегат партийных съездов с VI по XI, член Совнаркома, член Высшей военной инспекции РККА, заместитель наркома национальностей РСФСР, государственный и партийный деятель СССР.

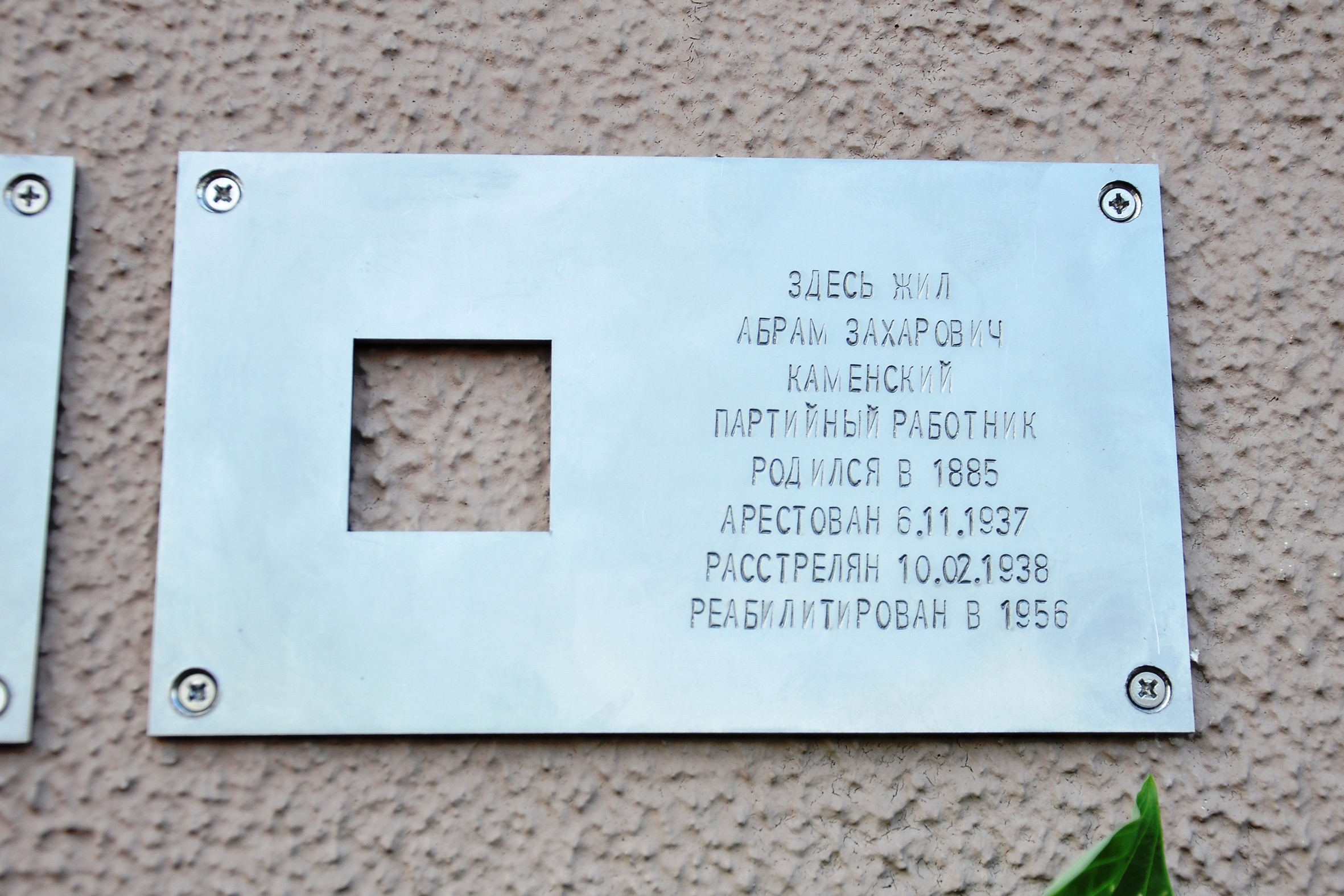
Знак, в память об А. З. Каменском, установлен 3 июня 2018 в рамках программы «Последний адрес» общества «Мемориал» по адресу г. Москва, улица Серафимовича, дом 2.

### Биография

#### До октября 1917
Родился 6 октября 1885 года в Луганске в семье служащего. Отец умер в 1902 году, оставив 9 детей без средств к существованию, детство прошло в тяжёлой нужде. Окончил торговую школу; не имея возможности продолжить образование, поступил на работу на Успенский рудник в Донбассе. Член РСДРП с 1905 года, меньшевик-интернационалист с 1914 года, с 1917 большевик. Активный участник Темерницкого восстания в Ростове-на-Дону (1905) в период Первой русской революции. С 1905 по 1909 на военной службе; служа в армии, продолжал революционную деятельность в одесской военной организации РСДРП (большевиков). В 1910—1911 году в эмиграции во Франции.
Затем проживал в Луганске, с марта 1917 года депутат первого Луганского Совета, с июля — секретарь Луганского горкома и член Донецко-Криворожского обкома РСДРП, член Исполкома Луганского совета рабочих и крестьянских депутатов, член Президиума Луганской городской Думы, гласный уездного земства, член исполкома Луганского совета рабочих и крестьянских депутатов, член редколлегии органа Луганского Комитета РСДРП/б/ — газеты «Донецкий пролетарий», редактор газеты. Каменский и Ворошилов были избраны делегатами VII (апрельской) конференции РСДРП/б/, затем VI съезда РСДРП (б) (август 1917), где Каменский выступал с докладом от Донбасса и в прениях. Поддержал Сталина, раскритикованного съездом за доклад о политической деятельности ЦК.

#### После октября 1917
В дни революции и непосредственно после неё член Луганского Ревкома, председатель уездного Совета народного хозяйства. Делегат VI—IX съездов ВКП/б/ от Луганской парторганизации. С января 1918 года член правления национализированного Паровозостроительного завода Гартмана (Луганск) (по другим данным — первый директор).
9 февраля (27 января) 1918 открыл в Харькове IV Областной съезд Советов рабочих и солдатских депутатов Донецкого и Криворожского бассейнов, на котором было принято решение о выделении Донецкого Бассейна в отдельную единицу — Донецко-Криворожскую республику.
Активный деятель ДКР, в феврале-апреле 1918 года — нарком госконтроля, одновременно председатель Луганского парткомитета. Участник гражданской войны. Вместе с Ворошиловым К. Е. организовывал Красную Гвардию и Красную Армию в Луганске и Донецко-Криворожском бассейне. С 1918 по 1920 на фронтах гражданской войны, член Высшей военной инспекции РККА, участвовал в Царицынском походе, комиссар 5 Армии, управделами 5 Армии, член РВС Северо-Кавказского Военного Округа, Х армии, Южного и Юго-Западного фронтов. Примыкал к «военной оппозиции», выступил с программной статьёй «Давно пора» в «Правде» 25.12.1918:
«На фронте я провёл 8 месяцев, начиная с апреля сего года, когда на Украине создавались бессистемные отряды, и на моих глазах, при моём даже участии, происходило переустройство отрядов в настоящую армию. Мы были отрезаны от мира несколько месяцев, что творилось у нас в Советской России мы совершенно не знали, но сама жизнь диктовала необходимость изменить эти уродливые формы отрядной системы и пересоздать их в полки… Нашей армией руководил не только не генеральный штаб, но даже совершенно не знавший ранее военной службы — старый заслуженный партийный товарищ Ворошилов… Нам часто указывали, что ведение войны это такая тонкая штука, что без военных специалистов мы никак обойтись не можем. Военная специальность, хотя и тонкая штука, но все же это одна из составных частей общей более тонкой штуки — ведения всего государственного механизма, однако, мы взяли на себя смелость ведения государства актом Октябрьской революции. Много, очень много уродливого было и есть в нашем строительстве, но мы не только не звали вначале „заморских князей“, а за саботаж гнали их в шею... И кое-как справлялись... На фронте им не место. Послать какого-нибудь генерала вести войну против однокашника, генерала Краснова — это все равно, что поставить охранять овец от бурого медведя серого волка... Пусть будут невинные ошибки наших доморощенных рядовых, — они менее принесут вреда, чем злостная, хитрая механика Николаевских военных специалистов»
Статья была направлена против Троцкого, личным врагом которого считался Каменский. Полемизируя со своим оппонентом, Троцкий написал статью «Военные специалисты и Красная армия», в которой подверг взгляды Каменского жёсткой критике. Под давлением Троцкого ЦК вынес ему выговор. (Возникшее в позднейших источниках мнение о том, что Каменский в 1925—1926 гг. примыкал к троцкистам, ошибочно. Оно основано на ложных показаниях наркома финансов РСФСР В.Яковлевой, лёгших в 1937 году в основу обвинительного заключения).
С марта 1919 первый заместитель наркома национальностей РСФСР Сталина. В июне 1919 — апреле 1920 года управделами РВС Южного и Западного фронтов, затем снова замнаркомнац до 1922 года. В 1921—1922 секретарь Донского Комитета РКП(б) в Ростове. В 1924—1926 гг. член коллегии Наркомзема, зам. нач. Главпрофобра (Главного управления учебных заведений) лёгкой промышленности.
В марте 1921 года на X съезде РКП(б) сторонник «группы демократического централизма», активный соратник Т. В. Сапронова. Вышел из группы в 1924, официально отмежевался в 1926 году и не был исключён из ВКП/б/.

#### 1923—1924. Участие во внутрипартийной дискуссии
На фоне ужесточения борьбы Сталина против Троцкого и разгоревшейся внутрипартийной дискуссии, Каменский придерживался позиции группировки «демократического централизма». Исследователь этого периода А. Резник пишет: "Примечательный случай произошёл на одной из районных партконференций. В прениях выступил децист Абрам Каменский, подчеркнувший, что он не состоял с Троцким ни в каких группировках. «Наоборот, в 1918 году по военному вопросу я выступил в „Правде“ ... и через печать получил выговор от имени ЦК, — подчёркивал Каменский перед тем, как перейти к ситуации 1923 года. — Я выступил впервые после того, когда появилась статья т. Сталина, и я усмотрел в ней угрозу... единству». Невзирая на личные отношения, Каменский обозначил принципиальную оппозицию Сталину—своему бывшему боевому соратнику по обороне Царицына и начальнику в Наркомате национальностей:
В противовес моим отношениям с тов. Троцким я очень любил и продолжаю любить и уважать тов. Сталина, работал с ним, прислушивался к нему, являясь одно время его заместителем. И для меня было важно, когда такой авторитетный товарищ, которого я считаю самым авторитетным в Политбюро, выступил с таким угрожающим письмом".
Опираясь на рукопись статьи Каменского для «Правды» (Ещё об аппарате и «аппаратчиках»), А. Резник делает вывод, что в 1923 году Каменский «безусловно был на стороне оппозиции»
В 1924—1925 гг. Уполномоченный президиума ВСНХ СССР, организатор отдела профтехобразования и курсов красных директоров. В 1926 году директор института повышения квалификации административно-технических кадров. Организатор и директор с 1927 по 1933 Всесоюзной Промышленной академии. В 1928 участвовал в составлении первого издания «Гражданская война 1918—1921». С августа 1933 член коллегии Наркомлегпрома СССР, начальник Главного Управления учебных заведений лёгкой промышленности. С 1936 года член коллегии Наркомфина РСФСР, начальник Отдела финансирования культуры.

#### 1937. Арест, следствие, приговор
Предчувствуя арест, Каменский 5 ноября 1937 года обратился с просьбой вмешаться к Н. С. Хрущёву, с которым поддерживал отношения со времён обучения его в Промакадемии (выпуск 1930 года). Тот, по свидетельству сыновей Каменского, обещал «заняться этим после праздников».
6 ноября 1937 года Каменский был арестован по обвинению в участии в контрреволюционной террористической организации. (На момент ареста проживал в Москве совместно со своей второй женой, Поляковой Валентиной Васильевной, по адресу г. Москва, ул. Серафимовича, д.2 (Дом правительства), кв.296). 8 ноября решением первичной партийной организации исключён из партии "как враг народа, арестованный органами НКВД", 10 ноября решение утверждено решением Куйбышевского РК ВКП /б/ (Каменский, л.д. 137, 143, 192).
22 ноября, также по обвинению в участии в контрреволюционной террористической организации, была арестована В. В. Полякова. В ходе следствия ей было предъявлено обвинение в том, что в 1934 году, когда Полякова находился в Афинах, навещая свою сестру, жену советского вице-консула, посол СССР Кобецкий М. В. якобы передал ей кофточку, в пуговицу которой была заделана инструкция Троцкого «о форсировании и развёртывании террористических актов против руководителей ВКП/б/ и Советского правительства.» Эта кофточка была адресована В. Н. Яковлевой, по версии следствия, возглавлявшей подпольный троцкистский антисоветский центр. В состав контрреволюционной группы, как следует из следственного дела, входили, кроме А. З. Каменского, нарком просвещения РСФСР Бубнов А. С., нарком юстиции СССР Крыленко Н. В., заместитель председателя Верховного суда РСФСР Манцев В. Н., Максимовский В. Н., Вяхирев Н. В., Новоселов А. М. (впоследствии все они были казнены).
Дело строилось только на ложных показаниях Яковлевой, с которой Каменскому 21 декабря 1937 была организована очная ставка. Под давлением следствия Каменский признал, что получил от Яковлевой «директиву развернуть вредительскую работу в области финансирования культурных мероприятий. Однако в связи с тем, что проработал после этого только около 3 месяцев, а остальное время болел и лежал в больнице и дома, я за этот период широкой вредительской работы в этой области развернуть не сумел …» (Каменский, л.д. 33 — 34).
Яковлева также утверждала, что Каменский был вовлечён ею в деятельность нелегальной троцкистской группы в декабре 1935 года. Каменский это не подтвердил, указав на то, что в 1935 году в упоминаемый Яковлевой период лежал в больнице и контактов с ней иметь не мог (Каменский л.д. 52). Тогда Яковлева заявила, что Каменский принимал участие в заседании руководящей троцкистской группы у неё дома во время встречи Нового года 31.12.1935 (Каменский л.д. 55). На что Каменский возразил, заявив в ходе очной ставки, «что никакого совещания там не было, тем более, что ни Бубнова, ни Манцева, ни Вяхирева там не было, а Крыленко пришёл к концу и в нетрезвом виде» (Каменский л.д. 56).
Далее Яковлева заявила, что это совещание было посвящено «методу борьбы с руководством ВКП-б путём террора» (Каменский л.д. 57). Вынужденный оговорить себя и подтвердив факт вхождения в нелегальную руководящую троцкистскую группу в феврале 1937 года, Каменский, тем не менее, предъявленных ему обвинений в терроре и заговоре против руководителей ВКП/б/ и Советского государства не признал. В конце очной ставки Каменский заявил: «Я это отрицаю», указывая на сам факт обсуждения подобных методов когда бы то ни было с ним или в его присутствии (Каменский л.д 58). Список имён, кроме уже названных Яковлевой и ни в чем неповинных «участников группы», Каменский не расширил и никого не оговорил (Каменский, л.д. 53).
В ходе очной ставки со своей бывшей подчинённой по Наркомфину Мирочник А. Д. (тоже 21 декабря 1937), утверждавшей, что Каменский вовлёк её в троцкистскую организацию и она получала от него «вредительские задания по созданию фондов наркомов здравоохранения, просвещения и финансов», отрицал эти показания (Каменский л.д. 48 — 51).
Содержался в Таганской тюрьме.

#### Оговор Яковлевой и роль Поляковой
В 1938 году этапируемая Полякова оказалась в одном вагоне с Варварой Яковлевой. Яковлева покаялась Поляковой, признав, что согласилась по настоянию наркома НКВД Ежову оговорить её и Каменского. «Обвинение было основано на показаниях Яковлевой …, с которой Каменский был знаком с первых лет революции. (По утверждению нидерландского дипломата Виллема Аудендейка (Willem Oudendijk), Яковлева-чекистка отличалась нечеловеческой жестокостью.) Об этом я узнала от самой Яковлевой, когда ехала с ней этапом из Москвы в Казанскую тюрьму, после получения приговора. Когда я её спросила: есть ли ещё показания кого-либо, кроме неё о контр-революционной деятельности Каменского, она ответила отрицательно. Всё обвинение Каменского было основано на её показаниях. Когда я спросила, на каком основании она показала на моего мужа, ведь это неправда, она ответила, что это действительно неправда, но ей было приказано показать на него и она это сделала, так как её допрос длился 15 суток, ей не давали спать и она, потеряв самообладание, подписала эти показания» (Полякова, л.д. 142, Каменский л.д. 96, 207). «Яковлева сказала ей, что наказала себя за это, так как отказалась от переписки с детьми, чтобы те думали, что Яковлева умерла» (Полякова, л.д. 120). Яковлева подписала навязанные ей следователем ложные показания о том, что по заданию Троцкого в 1929 — 30 гг. она якобы создала нелегальный запасной троцкистский центр, в состав которого лично вовлекла Каменского, и подтвердила факт передачи ей Поляковой инструкции, заделанной в пуговицу. В конце следствия Каменский оговорил себя, «полностью признал, что будучи троцкистом до последнего времени, вёл контр-революционную террористическую деятельность». Позднее Полякова писала, что Яковлева обещала ей «при первой возможности написать, что её обстоятельства были ложными, что она оклеветала моего мужа и меня» (Каменский л.д. 97). Каменский был приговорён Военной коллегией Верховного суда к ВМН 9.02.1938, расстрелян 10.02.1938 на Коммунарке. Захоронен в Бутово-Коммунарке.
Полякова «свои ложные показания подписала в результате обмана и провокации со стороны следователя» (Полякова, л.д. 109), так как следователь заявил ей, что «это абсолютно необходимо в интересах советской разведки» (Полякова л.д. 107). Осуждена по приговору Военной Коллегии Верховного Суда СССР от 14 мая 1938 года по ст. ст. 17 — 58 — 8 и 58 — 11 УК РСФСР к 10 годам исправительно-трудовых лагерей и 5 годам поражения в правах (ссылки). «Состояла в организационной связи с активными участниками а/с троцкистской и вредительской организации Яковлевой, Стуковым, Каменским и другими и содействовала террористической деятельности этой к/р организации». Освобождена из Севвостлага МВД СССР 23.11.1947. В январе 1952, через 4 года после освобождения, была вызвана в Магаданский отдел МГБ. «… там взяли у меня паспорт и предъявили мне постановление Особого Совещания о ссылке на неопределённый срок, без предъявления каких либо новых обвинений, а всё ещё за старое дело» (Из письма В. В. Поляковой Н. С. Хрущёву, л.д. 111/ оборот). Как написано в постановлении от 5 мая 1951 г. «Полякову… за принадлежность к антисоветской троцкистской организации сослать на поселение в район Колымы на Дальнем Севере под надзор органов МГБ… принимая во внимание её социальную опасность» (Полякова, л.д. 218, 224). «На основании выписки из протокола № 15 Особого Совещания МГБ СССР от 14/IV — 51 взята в ссылку 19/I — 52 г и поселена в посёлок Нижний Сеймчан Хабаровского края. Освобождена 27/VIII — 54 г. Поражена в правах на 5 лет. Списана в сентябре 1954 г.»
Дело Поляковой пересмотрено Военной Коллегией Верховного Суда СССР 27 июня 1956 года. Приговор Военной коллегии от 14 мая 1938 г. и постановление Особого Совещания при МГБ СССО от 14 апреля 1951 по вновь открывшимся обстоятельствам отменены и дело за отсутствием состава преступления прекращено.
В 1956 году, в ходе пересмотра дела Каменского по заявлению его сыновей, проверяющий писал, что наряду с большим количеством несовпадений и неподтверждённых обвинений, «… обращает на себя внимание следующее обстоятельство в показаниях Яковлевой: несмотря на то, что директива Троцкого была получена в 1934 г., обсуждена она была только при встрече нового 1936 года», при этом, как следовало из её показаний, нелегальные совещания Яковлева проводила у себя на квартире неоднократно. Л.д. 146.
28 марта 1956 года Каменский посмертно реабилитирован определением Военной коллегии Верховного суда СССР и восстановлен в партии.

### Адреса
Москва, улица Петровка 26, квартира 107 (дом Донугля).
Москва, ул. Серафимовича, д.2, кв. 296

### Семья
- Отец Захар Моисеевич Каменский (1853—1901).
- Мать Фаня (Фейга-Перель) Геронимус (1859—1942). Убита нацистами в Дробицком Яру.
- Старший брат Лев Захарович Каменский — горный инженер, луганский горнопромышленник, в 1917 выдвигался в городскую думу по списку «Союза домовладельцев». Убит нацистами в Дробицком Яру.
- Брат Иона Захарович Каменский.
- Брат Илья Захарович Каменский — луганский журналист, первый редактор газеты «Луганская правда».
- Сестра Любовь Захаровна Каменская.
- Сестра Елизавета Захаровна Каменская
- Сестра Вера Захаровна Каменская
- Сестра Анна Захаровна Каменская
- Сестра Татьяна Захаровна Каменская
- Первая жена — Каменская-Берер Евгения Львовна, учительница, 28.05.1889— 28.01.1962.
- Дочь — Каменская (Чернецкая) Анна Абрамовна. 24.04.1912— 24.12.1944.
- Сын — Каменский Захар Абрамович, философ, 25.08 1915 — 03.09.1999.
- Сын — Каменский Александр Абрамович, искусствовед, 24.01.1922 — 02.08.1992.
- Вторая жена — Полякова Валентина Васильевна, концертмейстер, пианистка, певица, музыкальный педагог[27]. 23.02.1898—31.08.1977.